# 龚清概
龚清概（白話字：Kéng Chheng-kài，臺羅：Kíng Tshing-kài，1958年6月—），福建石狮人，中国共产党及中华人民共和国官员。

## 生平
1979年3月加入中国共产党。香港公开大学高级工商管理硕士研修班毕业，在职研究生学历，工商管理硕士。
1978年7月至1980年9月，任福建省晋江县永宁公社沙堤大队团总支书记。1980年9月至1987年7月，任中共晋江县委组织部干部、组织科科长。其间，1985年9月至1987年7月，在中共泉州市委党校脱产学习。1987年7月至1992年12月，任福建省晋江县深沪镇党委副书记、镇长（1987年10月起任镇长）。

## 泉州任官
1992年12月至1995年4月，任晋江市副市长。1995年4月至2002年5月，任中共晋江市委副书记、代市长、市长（1996年1月起任市长）。2002年5月至2003年10月，任中共泉州市委常委，晋江市委书记、市长。其间，2000年8月至2002年12月，在中共中央党校在职学习。2003年10月至2005年3月，任中共泉州市委常委，中共晋江市委书记。2005年3月至6月，任中共泉州市委副书记，中共晋江市委书记。2005年6月至2007年1月，任中共泉州市委副书记。2007年1月至2007年6月，任中共南平市委副书记、副市长。2007年6月至2010年2月，任中共南平市委副书记、市长。2010年2月至2012年8月，任福建省平潭综合实验区党工委书记、管委会主任。2012年8月至2013年10月，任福建省人民政府党组成员，平潭综合实验区党工委书记、管委会主任。2008年起，担任第十一届全国人大代表。

## 國台辦副主任
2013年10月，任中央台办、国台办副主任。他是少數能操流利閩南語的中央台辦、國台辦高层官員。

## 撤職查辦
2016年1月，龚清概因涉嫌严重违纪接受组织调查。据媒体报道，落馬原因或许是其子揭穿妻子外遇後兩家鬧翻，因此遭到兒媳家人的舉報。龔清概在主政晉江市期間市容市貌變好，但同時其身家也有十亿元人民幣之巨。另外，他在福建平潭综合实验区主政期間，涉嫌收受台商利益輸送，還以「反台獨」為名逼迫一名台灣女藝人與其發生性關係。而且他的妻儿均入籍香港。其子进入当地一家有影响的上市公司的下属企业任职，很大程度上是因曾主政当地的龚清概的关系。而且其子生活作风不佳，属于当地人说的“浪荡子弟”。龚清概之妻多次赴境外豪赌。
2016年4月21日，中央纪委监察部网站发布消息称，日前经中共中央批准，中共中央纪委对龚清概严重违纪问题进行了立案审查，“经查，龚清概严重违反政治纪律，对抗组织审查，长期搞迷信活动；严重违反中央八项规定精神，违规出入私人会所，挥霍浪费公款，违规打高尔夫球；严重违反组织纪律，不如实报告个人股票、房产情况等个人有关事项；严重违反廉洁纪律，收受礼品，利用职务上的便利为其子经营活动谋取利益，长期占用私营企业主高档汽车，搞钱色交易；严重违反工作纪律；利用职务上的便利在企业经营等方面为他人谋取利益并索取、收受财物，涉嫌受贿犯罪。”为此，依据《中国共产党纪律处分条例》等有关规定，经中央纪委常委会议审议并报中共中央批准，决定给予龚清概开除党籍处分；由监察部报国务院批准，给予其开除公职处分；收缴其违纪所得；将其涉嫌犯罪问题及所涉款物移送司法机关依法处理
2016年12月30日，最高人民檢察院官网发布消息称，龚清概涉嫌受贿一案，经最高人民检察院指定，由河南省人民检察院侦查终结后移送河南省安阳市人民检察院审查起诉，河南省安阳市人民检察院向河南省安阳市中级人民法院提起公诉，检察机关起诉指控：“被告人龚清概利用其担任福建省晋江市人民政府市长、中共晋江市委书记，福建省南平市人民政府市长，中共福建省委平潭综合实验区工作委员会书记兼管理委员会主任等职务上的便利，为他人谋取利益，索取、非法收受他人巨额财物，依法应当以受贿罪追究其刑事责任。”

## 判刑十五年
2017年2月22日，河南省安阳市中級人民法院一审公开开庭审理此案，安阳市人民检察院指控被告人龚清概自1996年至2015年“利用担任福建省晋江市人民政府市长、中共晋江市委书记、福建省南平市人民政府市长、中共福建省委平潭综合实验区工作委员会书记兼管理委员会主任等职务上的便利，为相关单位或个人在征用土地、调整规划、获得政府补助金等事项上提供帮助，直接或通过其亲属索取、非法收受相关人员给予的财物共计折合人民币5352.9186万元。依法应以受贿罪追究龚清概的刑事责任。”龚清概当庭表示认罪悔罪，最后法庭宣布休庭，择期宣判。2017年4月20日，河南省安阳市中级人民法院以受贿罪一审判处龚清概有期徒刑15年，並处没收个人财产人民币500万元。龚清概未上诉。